# Технократичний рух

Офіційний символ руху технократії (Technocracy Inc.). Логотип Monad означає баланс між споживанням і виробництвом.

Рух технократії був соціальним рухом, що діяв у Сполучених Штатах і Канаді в 1930-х роках, який віддавав перевагу технократії як системі правління над (виключно) представницькою демократією та супутньою партійною політикою . Історики пов’язують рух з Технічним альянсом і технологією інженера Говарда Скотта до внутрішнього фракційного розладу, який розпустив останню організацію під час Другої світової війни . Технократія була остаточно затьмарена іншими пропозиціями щодо подолання кризи Великої депресії .  Рух технократії пропонував замінити партійних політиків і бізнесменів на науковцівців та інженерів, які мали технічний досвід для управління економікою . Але рух не повністю прагнув до саєнтократії . 
Рух утримувався від будь-якої партизанської політики та комуністичної революції . Він набрав сили в 1930-х роках, але в 1940 році, через протидію Другій світовій війні, був заборонений в Канаді . Заборона була знята в 1943 році, коли стало очевидно, що «Technocracy Inc. була віддана військовим зусиллям, запропонувавши програму повного призову на військову службу».  Рух продовжував розширюватися протягом решти війни, і нові секції були сформовані в Онтаріо та Приморських провінціях . 
Рух технократії дожив до наших днів і Станом на  2013 продовжував публікувати інформаційний бюлетень, підтримувати вебсайт та проводити збори членів.  До менших груп входили Технічний альянс, Нова машина та Утопічне товариство Америки.

## План технократів
У публікації 1938 року Technocracy Inc. головна організація зробила наступну заяву, визначаючи свою пропозицію.
Технократія — це наука про соціальну інженерію, наукове функціонування всього соціального механізму для виробництва та розподілу товарів і послуг для всього населення цього континенту. Вперше в історії людства це буде зроблено як науково-технічна, інженерна проблема. Тут не буде місця політиці чи політикам, фінансам чи фінансистам, рекетам чи рекетирам. Технократія стверджує, що цей метод управління соціальним механізмом Північноамериканського континенту тепер є обов’язковим, оскільки ми перейшли від стану фактичного дефіциту до теперішнього статусу потенційного достатку, в якому ми тепер перебуваємо, до штучного дефіциту, нав’язаного нам для того, щоб продовжувати Систему цін, яка може розповсюджувати товари лише за допомогою засобу обміну. Технократія стверджує, що ціна і достаток несумісні; чим більше достаток, тим менша ціна. У справжньому достатку не може бути ціни взагалі. Лише відмовившись від перешкоджаючого контролю цін і замінивши його науковим методом виробництва та розподілу, можна досягти достатку. Технократія буде розподіляти за допомогою свідоцтва про розподіл, доступного кожному громадянину від народження до смерті. Технат охопить весь американський континент від Панами до Північного полюса, оскільки природні ресурси та природні кордони цієї території роблять її незалежною, самодостатньою географічною одиницею. 

### Календар

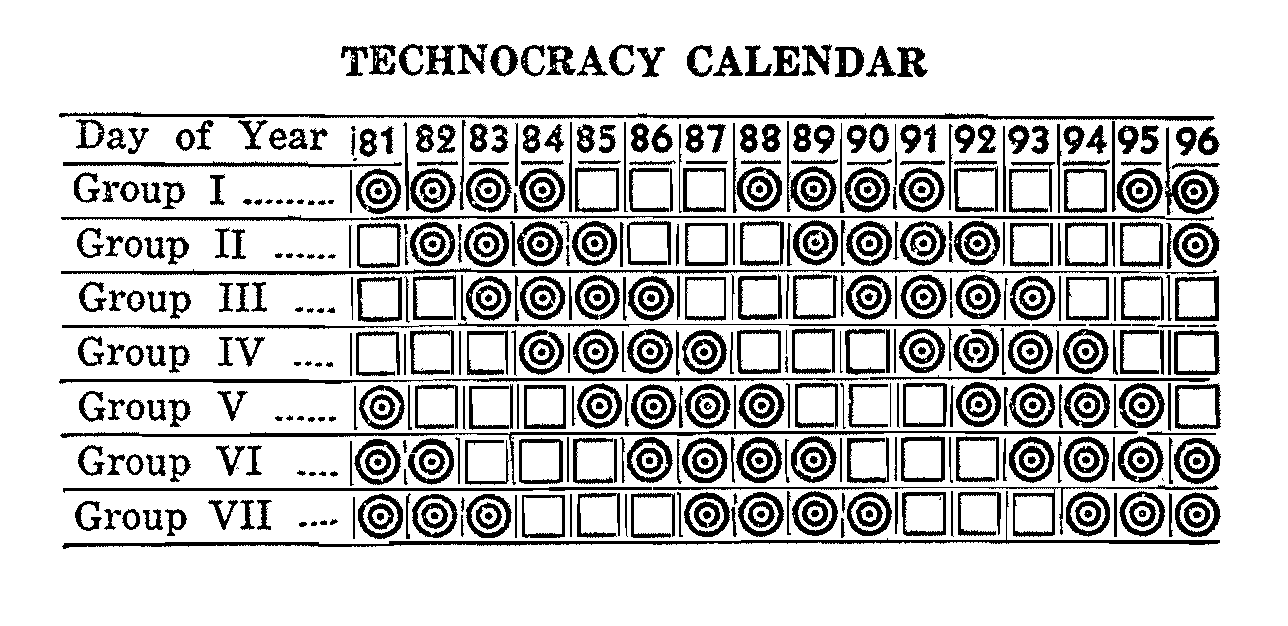
Технократичний графік роботи

Технократичний рух планував реформувати графік роботи, досягти мети безперебійного виробництва, максимальної ефективності та рентабельності ресурсів, транспортно-розважальних закладів, уникнення «ефекту вихідного дня». 
За підрахунками руху, достатньо було б, щоб кожен громадянин працював чотири дні поспіль по чотири години на день, а потім три вихідних. Завдяки «розкладці» днів і годин роботи семи груп промисловість і послуги могли працювати 24 години на добу, сім днів на тиждень . Ця система включатиме періоди відпусток, призначені кожному громадянину. 

## Європа
У Німеччині до Другої світової війни існував технократичний рух, заснований на американській моделі, запровадженої Technocracy Incorporated, але суперечив політичній системі там. 
Існував також російський рух, рання історія якого нагадувала північноамериканський рух.  Концепція тектології, розроблена Олександром Богдановим, можливо, найважливішим з неленінських більшовиків, має деяку схожість з технократичними ідеями. Як художня література Богданова, так і його політичні твори, представлені Зеновієм Сохором,  свідчать про те, що він очікував, що прийдешня революція проти капіталізму призведе до технократичного суспільства. 
 

## Зовнішні посилання
- Technocracy, Inc. - Офіційний сайт

1. ↑  . Edwin T. Layton. Book review: The Technocrats, Prophets of Automation, Technology and Culture, Vol. 9, No. 2 (April, 1968), pp. 256-257.
2. ↑  Peter J. Taylor. Technocratic Optimism, H.T. Odum, and the Partial Transformation of Ecological Metaphor after World War II Journal of the History of Biology, Vol. 21, No. 2, June 1988, p. 213.
3. ↑  Technocracy Fonds Finding Aid. ualberta.ca. University of Alberta. Архів оригіналу за 2 грудня 2013. Процитовано 20 грудня 2021. [Архівовано 2013-12-02 у Wayback Machine.]
4. ↑  Encyclopedia Canadiana, 1968 edition, pp. 29
5. ↑  TrendEvents (PDF). Ferndale, WA, USA: Technocracy, Inc. 31 грудня 2013. с. 1—10. Архів оригіналу (PDF) за 8 березня 2021. Процитовано 29 березня 2020. [Архівовано 2021-03-08 у Wayback Machine.]
6. ↑  The Technocrat - Vol. 3 - No. 4 - September 1937. 29 вересня 1937.
7. 1 2  Henry Elsner, The Technocrats : Prophets of Automation, Syracuse University Press, 1967
8. ↑  Renneberg, Monika; Walker, Mark (25 вересня 2003). Science, Technology, and National Socialism. ISBN 9780521528603.
9. ↑  Graham, Loren R. (1993). Science in Russia and the Soviet Union. ISBN 9780521287890.
10. ↑  Zenovia Sochor: Revolution and Culture:The Bogdanov-Lenin Controversy, Cornell University Press 1988
11. ↑  Bogdanov, technocracy and socialism. worldsocialism.org. Архів оригіналу за 27 вересня 2011. Процитовано 10 листопада 2009. [Архівовано 2007-09-26 у Wayback Machine.]